# Lochbuie (Colorado)
Lochbuie es un pueblo ubicado en los condados de Weld y Adams, en el estado estadounidense de Colorado. Según el censo de 2010, en ese momento tenía una población de 4.726 habitantes. Tiene una población estimada, a mediados de 2019, de 7.304 habitantes.

## Geografía
Lochbuie se encuentra ubicado en las coordenadas 40°0′40″N 104°43′36″O / 40.01111, -104.72667. Según la Oficina del Censo de los Estados Unidos, Lochbuie tiene una superficie total de 9.60 km², de la cual 9.54 km² corresponden a tierra firme y 0.06 km² es agua.

## Demografía
Según el censo de 2010, había 4.726 personas residiendo en Lochbuie. La densidad de población era de 484,4 hab./km². De los 4.726 habitantes, Lochbuie estaba compuesto por el 78.46% blancos, el 1.12% eran afroamericanos, el 1.27% eran amerindios, el 0.78% eran asiáticos, el 0.21% eran isleños del Pacífico, el 14.16% eran de otras razas y el 4% pertenecían a dos o más razas. Del total de la población el 31.78% eran hispanos o latinos de cualquier raza.